# Ruuhitunturi
Ruuhitunturi är en kulle i Finland. Den ligger i Salla kommun i landskapet Lappland, i den norra delen av landet, 700 km norr om huvudstaden Helsingfors. Toppen på Ruuhitunturi är 471 meter över havet.
Terrängen runt Ruuhitunturi är huvudsakligen platt, men norrut är den kuperad.  Trakten runt Ruuhitunturi är nära nog obefolkad, med mindre än två invånare per kvadratkilometer.